# Claude Jacob
Pour les articles homonymes, voir Jacob (homonymie).
Claude Jacob est un homme politique français né le 12 janvier 1755 à Marcigny (Bourgogne) et mort le 8 avril 1837 au même lieu.

## Biographie
Fils de Claude Jacob (mort en 1804), marchand et propriétaire et de Marie Suchet, il est notaire depuis 1777 à Marcigny, devient procureur syndic de l'administration communale de Marcigny et est élu député suppléant de Saône-et-Loire à la Convention. Il n'est appelé à siéger qu'à partir du 26 mai 1793. Il démissionne le 16 septembre 1793 pour devenir receveur à Marcigny. Durant sa courte députation, il ne prendra qu'une seule fois la parole devant la Convention, le 30 juillet 1793.
Lorsqu'il meurt dans cette ville en 1837, sa profession mentionnée est « notaire ».

## Sources
- « Claude Jacob », dans Adolphe Robert et Gaston Cougny, Dictionnaire des parlementaires français, Edgar Bourloton, 1889-1891 [détail de l’édition]